# Chabottes
 Chabottes  es una población y comuna francesa, en la región de Provenza-Alpes-Costa Azul, departamento de Altos Alpes, en el distrito de Gap y cantón de Saint-Bonnet-en-Champsaur.

## Demografía
| 469 | 430 | 461 | 453 | 518 | 610 |
| Para los censos de 1962 a 1999 la población legal corresponde a la población sin duplicidades (Fuente: INSEE [Consultar]) |     |     |     |     |     |